# ユージア
ユージア（USEA , Usea）とは、バンダイナムコエンターテインメント（旧ナムコ→旧バンダイナムコゲームス）のフライトシューティングゲーム『エースコンバットシリーズ』に登場する架空の大陸である。

## 概要
『エースコンバット2』において舞台となる大陸は統合軍統括エリアコード「NA-P2700」と呼ばれていた。その形状は後作のユージア大陸とほぼ同じ形であり、地名も後作にそのまま登場したものの、ユージアという名前で呼ばれていなかった。大陸全体を領土とするUSEA（ユージア）という国家が『エースコンバット3』で初めて登場し、『エースコンバット04』でユージア大陸という大陸名が初登場した。
『エースコンバット04』では「ストレンジリアル」をコンセプトにした世界にある大陸のひとつという設定であったが、その世界は現在のストレンジリアルと違って現実世界に近い地形をしており、その地図によれば歪んだユーラシア大陸のような場所の東にユージア大陸が存在していた。『エースコンバット5』で大規模な設定改変が為され、オーシア大陸やベルーサ大陸の設定に伴ってユージア大陸もこれらの世界に組み込まれ、現在のストレンジリアルが形成された。シリーズが進むごとに細かく設定改変されており、島の形など地形の変化が為されることがある。『エースコンバット7』の発売前に、『エースコンバット3』がストレンジリアルの世界とつながりを持っていることが明確にされた。
『エースコンバット3D』は『エースコンバット』と『エースコンバット2』の再構築作品として発売され、舞台は明確にユージア大陸とされた。NA-P2700という名もユージア同盟軍の統括エリアコードという形になった。
現実世界とストレンジリアルの世界を融合した『エースコンバット インフィニティ』では、ユージア連邦という架空の国家として登場する。

## ストレンジリアル
ユージア大陸はオーシア大陸とベルーサ大陸の間に位置している。北はカスケード海、南西はスプリング海、東はユージア海に囲まれている。中央ユージア連合（FCU）とエルジアによる東西対立や、地下資源に恵まれる南部諸国と資源に乏しい北部諸国による南北対立を抱えており、ユリシーズの破片の落着や、オーシア連邦やユークトバニア連邦共和国のような大陸外の大国からの干渉もあり、その複雑な関係によって歴史を通じて数多くの武力紛争が発生している。やがて大陸全土を領土とするUSEAという単一国家となるが、権力はゼネラルリソースとニューコムの二大企業によって掌握され、両者の間で紛争が勃発することとなる。

### 国家
中央ユージア連合（Federation of Central Usea, FCU）
大陸東側諸国の一国。大統領制。ポートエドワーズを領有していることは分かっているが、具体的な領域については言明されていない。軍備の規模は不明だが、空母機動部隊を有すること、1991年にユークトバニアがシンファクシ級の実証建造に成功したことを公表した際にオーシアの外務大臣がFCUの「ドラゴネット級潜水艦」に触れた上で脅威ではないと発言したこと、後述するISAFの主力となったことを踏まえると、エルジアには及ばないもののかなりの規模を有していると思われる。
大陸諸国間経済同盟と中央ユージア条約機構（UTO）の主要な加盟国であり、1990年代において西のエルジア共和国とは武装平和と呼ばれる対立関係にあった。1995年のスカリー諸島における反政府勢力の蜂起に際しては、南部方面軍司令官ロバート・タイラー陸軍中将の指揮のもと、傭兵部隊の活躍と併せて鎮圧に成功した。ユリシーズの落着が確定した際にはその対策のため同盟国と共に奔走し、ストーンヘンジの建造を主導した。大陸戦争において、エルジアがサンサルバシオンを占領した際には独立国家連合軍（ISAF）の結成を主導した。戦後、再燃した難民問題や発電所再稼働に関連するエネルギー問題に対処できず、大陸諸国間経済同盟からの離脱国が相次ぐなど求心力を低下させている。
エルジア（Erusea）
大陸西端に位置する国家。首都はファーバンティ。連邦制で、後述するように時代によって政体が変動している。大陸西部一帯を領土としており、大陸戦争勃発時は大陸諸国間経済同盟の全軍に匹敵する規模の軍備を有する軍事大国であった。
20世紀のある時点では王政国家であり、国号はエルジア王国（Kingdom of Erusea）であった。拡張主義政策によって、シラージなどの周辺諸国を併合していた。ある戦争の敗北をきっかけに王政から共和制へ転換し、国号はエルジア共和国（Erusea Republic / Federal Republic of Erusea）となった。共和制への転換後も引き続き拡張主義を取り、ボスルージ共和国を併合している。1990年代にはFCUと対立関係にあり、90年代後半にはユージア同盟軍へ参加したが、ユージア大陸紛争によるユージア同盟軍の崩壊以降は再びFCUと対立するようになった。ユリシーズ落着後は首都ファーバンティを含め国内に多数の隕石片が落着したために甚大な被害を被るも、東部諸国からの難民受け入れ国として期待されたことで多数の難民を押し付けられる形となり、FCU含む諸外国との関係悪化の末、軍事侵攻による難民問題解決を目指し大陸戦争を勃発させるも敗戦する。
敗戦に伴い領土の割譲や独立を許し、ISAFによって暫定自治政府が設けられた。2010年代には王政復古により国号もエルジア王国に復したが、かつての領土であったセラタプラにオーシア主導で国際軌道エレベーターが建造されると、オーシアによる宇宙利権独占などの様々な不満からオーシアとその駐留軍を受け入れている大陸諸国に宣戦布告し、灯台戦争を勃発させた。灯台戦争によって国土は混乱し、かつてエルジアに併合された小国家群が独立を標榜し、愛国主義勢力の自由エルジアが北部で活動している。
サンサルバシオン（San Salvacion）
大陸北西の中立国。首都は国名と同名のサンサルバシオン。FCUとエルジアの間に位置する。大陸の東西を結ぶ交通の要所であり、幾度も戦争に巻き込まれた歴史を持つ。サンサルバシオンの利権を巡った周辺諸国はこれ以上の流血を嫌い紛争を解決するため、サンサルバシオンを永世中立国として独立させた。
その歴史的経緯から国際紛争の調停の場にもなる場所であり、FCUの主導で進められたストーンヘンジの建造においてもサンサルバシオンが選定される理由にもなった。大陸戦争においては初戦でエルジア軍の攻撃を受け、首都とストーンヘンジを占領されたものの、ISAFの反攻により国土を解放され独立を取り戻した。灯台戦争においても戦場になっている。
ノースポイント（North Point）
大陸北東の島国。首都は国名と同名のノースポイント。
かつてはユークトバニアを仮想敵とする軍事大国であり、ICBM発射施設である巨大軍事要塞「イントレランス」を建造していたが、何らかの理由で方針が転換され軍縮が進められた。ユージア大陸紛争では追い詰められたクーデター軍によりイントレランスを占領され、ユークトバニアを目標とした弾道ミサイル攻撃を行われようとしていたが、ユージア同盟軍によって破壊された。大陸戦争ではストーンヘンジの射程外であったため、大陸から撤退したISAF総司令部が置かれ、ISAF再編の拠点となった。
環太平洋戦争が起きた2010年には中立国となっており、オーシアとユークトバニアの首脳陣による会談の場になる予定であった。灯台戦争ではIUN国際停戦監視軍の基地が置かれていたものの、環太平洋戦争と同じく中立の立場をとる。また、灯台戦争終結後にオーシアとエルジアが相互不可侵条約を結ぶ予定の場になっている。
アンバー共和国（Republic of Amber）
大陸西部のアンバー山脈付近に位置すると考えられる国家。
1990年代、ユージラス自治州と接する南部の国境でFCU軍とエルジア軍がにらみ合いを続けていた。
デラルーシ共和国（Delarus）
大陸北部の小国。具体的な領域は不明。
2005年11月下旬の時点で街にはISAFの旗が掲げられており、何らかの戦闘状態にある。
グラトビエ（Gratobie）
大陸南部の小国。具体的な領域は不明。
データ上ではユージア大陸紛争においてクーデター軍に所属していたセルゲイ・ブリンナーの出身地とされる。
セラタプラ（Selatapura）
ガンター半島に位置する国家。もとはエルジア領だったが、大陸戦争でのエルジアの敗戦により2006年に独立した。北西はエルジアと接しているものの国境線は不明瞭な状態で、地図上の境界線は点線で描かれている。
赤道に近く熱帯性気候に属する。湿潤な大気により天候は荒れやすく、豪雨に見舞われることもある。ユリシーズの破片が沿岸20kmの地点に落着し、津波によって沿岸部の都市が破壊され3万人以上の死者を出した。エルジアからの独立後は多国籍企業の進出によって高い経済成長率を誇り、10年間で500％を超えるGDP成長率を記録した。また赤道に近く自由貿易港として出入りがしやすいという好条件も重なり、オーシアによる軌道エレベーター建造を誘致することに成功した。
ボルゴデレスト（Bulgurdarest / Borgo dell'Est）
大陸東部の小国。親オーシア国。国土を覆うように壁で囲んでいる。
灯台戦争ではエルジア軍の東進によりエルジアの支配領域と接することになる。オーシア軍には飛行場を燃料補給基地として使用することを認めていたが、エルジアとの敵対は望んでおらず兵士にはエルジア軍を刺激しないよう指示していた。
シラージ（Shilage）
エルジア領内陸部の地域。ガンター半島の北に位置する。
かつてはシラージ大公国（Grand Duchy of Shilage）として存在していたが、共和制を求める革命によって君主制が倒れ、その直後に旧王政時代のエルジアから侵略を受けて併合され、エルジア領シラージ自治州となった。独立志向が根強く、隣接地域のボスルージと協力して灯台戦争の最中に独立を宣言した。なだらかな丘陵地帯が続き、その中の小高い山の上には中世時代に建てられたシラージ城が存在している。山の周囲には街があり、川や湖、広大な黒い森を擁する。
ボスルージ（Voslage）
シラージと隣接する地域。
かつてはボスルージ共和国（Republic of Voslage）という独立国家だったが、共和制時代のエルジアから侵略を受けエルジア領となった。灯台戦争の最中に隣接地域のシラージと協力してボスルージ共和国を名乗り独立を宣言した。
USEA（United States of Euro-Asia）
2040年時点でユージア大陸全土を領有する連邦国家。多国籍企業のゼネラルリソースによって司法や行政といった国家としての機能を掌握されており、地域区分としてその名を留めている。

### 都市
アクセル・ベイ（Axel Bay）
ガンター湾と接続する湾で、かつその周囲一帯の半島に位置する港湾都市を指す。アクセル大学の存在による学術都市としての面や、造船ドックや各種工場、石油貯蔵設備等が数多く並ぶ一大工業都市としての面が名高い。
ユージア大陸紛争時にはクーデター軍の拠点の一つとされ、ユージア同盟空軍の爆撃機編隊による空爆を受けている。2040年時点ではゼネラルリソース管轄の沿岸工業地帯となっており、高い煙突が数多く建ち並んでいる他、湾を横断する形で両岸を結ぶ長大な連絡橋が架けられている。
アルティーリョ港（Artiglio Port)
大陸中南部の砂漠地帯に位置する港町。大規模な石油備蓄施設や幾棟もの集合住宅が存在している。灯台戦争中に発生したメガストーム「イネッサ2」が同地を通過した際には、地域一帯を覆い尽くす程の大規模な砂嵐に見舞われている。
灯台戦争ではここからエルジア軍が大陸各地の無人機基地に対して燃料供給を行っており、それを断つべく実施されたオーシア空軍の空爆作戦により石油備蓄施設やタンカーが壊滅的な被害を被った。また、海軍戦略の見直しによって潜水航空巡洋艦「アリコーン」が実戦投入された際には整備と補給の拠点にされ、撃沈されたタンカーの残骸はサルベージされた。
アンカーヘッド（Anchorhead）
アンカーヘッド湾に面するエルジア領南部の港湾都市。北部のアンカー港と南部のダキアーク港からなる。
エキスポシティー（Expo City）
大陸東部に位置する都市。ニューアーク空港を擁する。2019年12月、灯台戦争の停戦条約が締結される地となった。2040年時点ではUPEOの本部が置かれており、現代的なビルや未来的な流線型の建物が建ち並んでいる。
旧アンカーポイント市（Old Anchor Point City）
ウィスキー回廊に存在していた街。砂漠中央を流れるイルザリ河に沿って存在していたが、数km先にユリシーズの巨大な破片が落着しイルザリ河が寸断された。街も相応の被害を被り、河川舟運用の船舶も砂漠の上に沈んでいる。大陸戦争時にはエルジア戦車部隊の防衛線と野戦司令部が配置された。
コンベース港（Comberth Harbor）
大陸南東部に位置する港湾都市。同地に立地すると思われるコンベース造船所はユージア・ビッグ8のひとつに数えられている。広大な港の東西を巨大な吊り橋が結んでおり、一方の対岸には高層ビルが立ち並ぶ市街地が、もう一方の対岸には工場や造船施設、バンカー型の潜水艦ドックが立ち並んでいる。湾の奥にはニューコンベース港が存在するほか、近郊には巨大な石油化学コンビナートが位置している。
大陸戦争時にはエルジア軍主力艦隊「エイギル艦隊」がここに集結・停泊し、ISAF総司令部が置かれたノースポイント直接侵攻に向け緊急展開軍や各種物資を集結させていたが、ISAF空軍の攻撃により艦隊と各種港湾施設が甚大な被害を被った。
サンサルバシオン（San Salvacion）
大陸北西部に位置する都市でサンサルバシオンの首都。古くからの建物が並ぶ旧市街地と、高層ビルが立ち並び議会議事堂など官庁街がある新市街地、北西部に位置するサンプロフェッタ空港からなる。大陸戦争時点では近隣に建設途上の高速道路があり、エルジア空軍のエース部隊「黄色中隊」の野戦飛行場として使用された。
セラタプラ（Selatapura）
ガンター半島に位置する港湾都市。国名と同じ名前を冠している。都市中央はダウンタウン、その西側は工業地帯で、東側は海岸と森林からなる。海上交通の要路であり、船舶の往来も多く、港湾施設一帯にはコンテナヤードが広がっている。都市の中央にはスタジアムや観覧車、コンベンションセンターに加え、先進的なビルが立ち並ぶ。ユリシーズの破片で沖合に形成されたクレーターは国際軌道エレベーター建造のためのアースポートとなり、セラタプラとは連絡橋や地下トンネルで接続されている。
セントアーク（Saint Ark）
大陸北東部に位置する港湾都市。セントアーク湾を挟んで、東側と西側の半島の岸辺を向かい合わせにするように市街地が広がっており、西側の半島の先端に築かれた人工島には空港が存在する。ユージア・ビッグ8の一つであるセントアーク造船所を擁する。
ユージア大陸紛争時にはクーデター軍の暫定首都とされ、ユージア同盟軍による解放後に同都市を脱出したドラゴネット級原子力潜水艦が、撃沈される寸前に発射した巡航ミサイルのターゲットにもされた。1999年の小惑星ユリシーズの落着時には、破片が市街地郊外に落着して空軍基地が壊滅した他、市街地そのものも甚大な被害を被っている。大陸戦争時にはISAFの部隊がここからノースポイントへ撤退したが、大陸北部からの反攻作戦における上陸地点ともなった。その後、ゼネラルリソースにより隕石災害の復興事業として、巨大地下都市「ジオフロント」が建造された。
デニス（Dennis）
ファーバンティから東にあるエルジア領内の都市。デニス空港や、ユージア・ビッグ8に数えられるデニス造船所を擁する。2040年時点では、ニューコムの勢力圏内にある。
ファーバンティ（Farbanti）
大陸西海岸に位置する港湾都市。エルジアの首都。ユリシーズの破片が落着したことで地殻変動が発生し、西側の市街地が水没し市街地水没地区と呼ばれる区画が生まれた。
ポートインランド（Port Inland）
シウスに位置する地名。FCUのロバート・シンクレア大統領はこの街でユリシーズの地球衝突の危険がある旨を述べる記者会見をした。
ポートエドワーズ（Port Edwards）
大陸北東部に位置する港湾都市。各地区を結ぶ長大な高速道路網とユージア・ビッグ8のひとつに数えられるポートエドワーズ造船所を擁する。ユージア大陸紛争時にはクーデター軍の最重要拠点の一つとされ、上述した高速道路網が野戦飛行場として利用されていた。ゼネラルリソースグループの本拠地であり本社を擁するほか、ニューコムの本社もここに設けられた。
ロスカナス（Los Canas）
チョピンブルグ北東に位置する都市。市街地にユリシーズの破片が落着し大きな被害を被った。大陸戦争ではISAFにとってストーンヘンジを破壊するための航空基地として戦略的重要拠点となった。
ワオスン
位置不明の港。ユリシーズ落着確定の情報を公表したFCUは、海外派遣軍の第6艦隊をペイトン運河を北上させ母港であるワオスンに帰還させた。

### 施設
イスタス要塞（Istas Fortress）
大陸戦争当時、大陸東部におけるエルジア軍の主要防衛線であった「タンゴ線」の拠点を担っていた一大要塞。チョピンブルグ東部のテーブルマウンテンの連なる山岳に存在し、その急峻な山岳地形により堅牢な防備を誇っていた。南部の頂上台地に鉄板を敷き詰めて建造された仮設航空基地「サイオン飛行場」や、東部の陥没穴を流用しハリアーやヘリコプターを運用していたVTOL基地、西方の河川中洲に建造された補給・給油基地、北方の分流点に建造された潜水艦ドックなどの施設によって構成される。
大陸戦争では、地上部隊に先んじて航空部隊がストーンヘンジによる砲撃の中爆撃を敢行し、要塞およびタンゴ線の無力化を行った。
ガルドス航空基地（Gardos Air Base）
ガンター半島の付け根に位置する航空基地。2019年時点ではIUN国際停戦監視軍の基地であり、灯台戦争において衛星網が混乱した状況の中で長距離戦略打撃群の暫定的な拠点となった。
国際軌道エレベーター（International Space EleVator, ISEV）
ユージア大陸における復興基盤となる宇宙太陽光発電を目的として開発された軌道エレベーター。2011年にオーシアのハーリング大統領の肝煎りで国際軌道エレベーター公社（ISEV）が設立され、70ヶ月の工期を経て完成した。塔の大きさから「灯台」という通称も使われている。
ユージア大陸諸国はユリシーズの落着と大陸戦争によって長きに渡り難民問題や発電所再稼働に関連するエネルギー問題を抱えており、大陸戦争で勝利したISAFが発展的解消を遂げ平和維持機能を国連に引き継いだ頃から、一時棚上げされていたこれら諸問題が顕在化することとなる。FCUはこれらへの有効な対応策を出せなかったことで求心力を低下させてしまい、FCUを中核とする大陸諸国間経済同盟からの離脱国が相次いでいた。一方でオーシアは環太平洋戦争終結後、ユークトバニアとの関係を修復して経済発展を続けており、情報通信や軍事、金融サービス、宇宙開発において他の追随を許さない程の成功を収めていた。広がる国家間格差を憂慮したオーシアは「被災地に金をばらまいているだけでは復興とは言えない」という思惑を元に軌道エレベーターの建造計画を打ち出し、オーシアが初期投資と基礎技術の提供を担い、ユージア諸国に専門研究と労働人材の確保を担わせた。建造の最大の理由は宇宙太陽光発電を利用するためである。赤道上空の静止軌道に太陽光発電衛星を建造し、太陽光を集めて発電した衛星からエネルギーをマイクロ波で地上のレクテナへ送ることでユージア大陸全域に公平かつ恒久的なエネルギー資源の供給を図ることを目的としていた。建設候補地にはセラタプラが名乗りを上げた。赤道付近の海に近く自由貿易港として発展しており多国籍企業の進出地となっていたことから、エルジアの反対を押し切りオーシアはセラタプラ沖のクレーター跡地への建造に合意した。2012年春には工科大学ではISEVによる施工ロードマップと12か月分のシラバスが共有され、オーシアやノースポイントから教育者が派遣された。また軌道エレベーターはテロリストの格好の標的となるため、オーシアは平和維持軍の駐留拠点を増やすことや、新たな防衛機能の整備計画も公表した。エルジアでは市民による反対運動が激化したが、エルジア暫定自治政府には市民の意見を反映した外交政策を展開する力はなかった。防衛機能の整備計画はアーセナルバードの建造に結実していく。
建設作業現場ではユージア各地から短期就労ビザで受け入れられた派遣労働者たちが、各シフトに約1万人ほどが従事した。労働者たちは2週間のVR教育を受け、2か月間働き、最先端の建築施工技術の知見と給料を受け取って本国に帰った。この施設だけで延べ100万人のユージア人が建設に携わることになり、労働者たちの経験はユージア各地での復興に反映されていくとされていた。高い技量を要する施工箇所やトラブルの対策を人間が集中的に行ったが、製造業とは異なり厳しい作業現場をすべて自動化することは不可能だったため、資材運搬や天井などの高所作業は建設ロボットが実施した。2013年1月にはコモナ宇宙基地から最初のケーブル運搬ロケットが打ち上げられた。低軌道で建造された建設用宇宙船は地上から照射されるレーザービームを受け、MPD推進で地球を周回しながら上昇し5月には静止軌道に到達した。地球の自転と同じ回転速度で周回した宇宙船はケーブルの片方を地球へ向け、もう片方を宇宙に向けて繰り出しつつ上昇を続けた。9月にはケーブルが地上に到達しアースポートに定着した。もう一方で高度9万6000kmに達した宇宙船はカウンターウェイトとなり軌道エレベーターの基本形が完成した。この段階ではケーブル一本当たりの支持力は500kpfしかなく、車一台も持ち上がらないため、補強ケーブルを貼り付けて徐々に支持能力を高める工事を開始した。ISEV工法技術研究所所長のブルーマン博士は、クライマーの昇降に必要なケーブルを2本ずつではなく、6本まとめてクライマーの治具で掴み上昇し同時に補強を実施し、最初のクライマーが高度1万2000kmに達したら2台目を発進させる方法を取った。少しずつクライマーを増やしていき、クライマー自体を上端でカウンターウェイトとする。これを繰り返し、最大24台のクライマーを同時に稼働させ加速度的に支持能力を高めていった。5年かけて実施し、最終的に100トン仕様のクライマーの実用が可能となった。静止軌道ステーションも稼働状態に入り、旅客用クライマーも実用化された。
高度12kmまでは風や外敵からクライマーやケーブルを守るため防災シールドで覆われており、戦闘機のミサイル攻撃にも耐えるほどの強度を持つ。また、高さを活かして世界一高い電波塔として機能しており、理論上は地球の半分まで通信を届けることができる。塔の頂上には災害や外敵の攻撃などによって生じる軌道エレベーターの歪みを検知するための6つの位置マーカーが設置されており、すべて破壊されるとマイクロ波送電が停止する。アースポートとセラタプラは橋で繋がっているほか、海底トンネルを通じて軌道エレベーターの直下まで移動可能である。海底トンネルは中央が自動車用通路で、それを挟むように鉄道用通路が2つ作られている。軌道エレベーターの地下部分の壁には5つのリピーターが設置されている。アースポートには船の往来もあり、セラタプラ港からはフェリーを使用して約30分で到着できる。
2019年11月1日、小惑星破砕作業に従事していた宇宙船ピルグリム1号が軌道エレベーターを利用した最初の帰着船となった。
ザ・キープ（The Keep）
アンバー山脈に位置する古城。全長1,320m、全幅1,580m。城は複数の対空兵器が設置された要塞へと改修され、付近を流れる河川の中洲には航空機発着用の滑走路橋と管制塔が敷設されている。ユージア大陸紛争時にはクーデター軍の前線補給基地となっていたが、ユージア同盟空軍の傭兵部隊によりその機能を喪失した。
ストーンヘンジ（Stonehenge）
小惑星ユリシーズの破片を破砕するために開発建造された、8基の巨大レールガン砲台とその関連施設群。大陸戦争ではエルジア軍によって大陸規模の超巨大対空砲として運用され猛威を振るったが、ISAFのストーンクラッシャー作戦により、ユリシーズの破片落着で機能停止していた1基を除いて空爆により全て破壊された。
その後は長らく放置状態だったが、灯台戦争においてオーシア軍が機能停止していた1基を復旧させ、アーセナルバードを破壊するための切り札として使用した。
石油化学コンビナート（Petrochemical Complex）
コンベース港の北東に位置する石油化学コンビナート。沿岸部の石油精製施設及び石油備蓄施設群と、洋上の石油プラットフォーム群で構成される。大陸戦争時は1日25万バレルの原油採掘能力を有していた他、500万バレルの石油備蓄が存在していた。
大陸戦争時にはエルジア軍によって占領され、エイギル艦隊が停泊するコンベース港への石油供給を一手に担っていたが、ISAFがエイギル艦隊の無力化を図って実施したアーリーバード作戦において空爆を受け、原油採掘能力や石油備蓄を喪失するなど甚大な被害を被った。
ニューアローズ航空基地（New Arrows Air Base）
エキスポシティー南東の島に位置する航空基地。灯台戦争では長距離戦略打撃群の基地であった。
ノースポート造船所
ユージア・ビッグ8に数えられる造船所。位置は不明である。
メガリス（Megalith）
エルジアが開発していた軌道上に残存する小惑星ユリシーズの破片を落着させるロケット（ミサイル）の発射センターとして、エルジア首都ファーバンティ南方のトゥインクル諸島近辺に建設された巨大要塞。
洋上プラットフォーム（Naval Platform）
スナイダーズトップの海上に位置する建造物。大陸戦争の終結後に大陸諸国間経済同盟によって建設された。洋上に建設されたものと渓谷の間に建設されたものがある。
ポートエドワーズからノースポイントなどへ向かう海路上では波浪や流氷による船舶への被害がたびたび発生していたことから、石油資源採掘用のプラットフォームを連結させ外洋への中継拠点とした。洋上に建設されたものは天板を大きな航空甲板としており、船舶の航行が困難な場合には輸送機による空輸に切り替えることが可能である。このような運用方法から航空燃料の備蓄施設やクレーンに加え、周辺には浮きドックが敷設されている。渓谷の間に位置する方は大型船舶の寄港地で、主に補給を担当する。
灯台戦争の勃発によりエルジア軍に接収され、各所に対空火器が設置された。その後はエルジア軍主力機動部隊「ニヨルド艦隊」の母港や航空基地として運用され、大陸東部のオーシア軍に圧力をかけていたが、オーシア軍長距離戦略打撃群の奇襲攻撃で艦隊共々大きな被害を被る。
リグリー飛行場（Rigley Air Base）
ポートエドワーズの東、ペトラルコーストの西に位置する田園地帯に敷設された飛行場。南には変電所、北には湖が存在する。
元々は民需用の飛行場だったが大陸戦争時にエルジア空軍によって接収され、ISAFの総司令部が置かれているノースポイントを空爆するため大規模改修が施され前線基地となった。エルジア軍はここにTu-95爆撃機の大規模部隊を集結させ、総司令部空爆に向けて準備を進められていたが、そこをISAF空軍が急襲。爆撃機部隊は壊滅させられ、後に飛行場も奪還された。

### 地理
アイスクリーク（Ice Creek）
大陸最北端に位置する氷原地帯。氷原と氷河が広がっており、オーロラが観測できる。大陸戦争時にはエルジア軍がXB-70を使い、ここへの上陸作戦を実施したISAF部隊に対し巡航ミサイル攻撃を実施した。
アルトゥーラ砂漠（Altoora Desert）
フェイスパークの西、サンドバリー砂漠の東に位置する砂漠地帯。『2』で戦いの舞台となるが、リメイク作の『3D』では舞台とはならない。
パンケーキと呼ばれる素粒子研究所が存在しており、クーデター軍の拠点となった。施設は地中埋没型の地対空ミサイルに守られていたが統合軍の傭兵部隊により破壊された。
アンカーヘッド湾（Anchorhead Bay）
アンカーヘッド周辺の湾。西にはアンカーヘッドが位置し、東にはガルドス航空基地が位置する。
アンバー山脈（Amber Mountains）
ファーバンティの東、ランバート山脈の南、アンカーヘッドの北に位置する山脈。ランバート山脈との間にはウィスキー回廊が存在する。付近の丘陵地帯にはザ・キープと呼ばれる古城や、シラージが位置する。2040年時点ではニューコムのミサイル発射基地が存在する。
インシー渓谷（Yinshi Valley）
ロカロハの北、フェイスパークの南に位置する渓谷地帯。カルスト地形が広がっており、その影響で強風が吹き荒れている。灯台戦争では、離脱を試みるオーシア軍の偵察機部隊を支援する護衛機と、エルジア軍の防空部隊との間で戦闘が繰り広げられた。
インティメイト島（Intimate Island）
プラウド島の南東、コモナ諸島の南に位置する島。
ウィスキー回廊（Whiskey Corridor）
ランバート山脈とアンバー山脈の間に位置する砂漠地帯。大陸西岸から東部を陸路で繋ぐルートのひとつである。東西にイルザリ河が走っていたが、ユリシーズの落着に伴いクレーターで寸断され干上がってしまった。旧アンカーポイント市が存在している。大陸戦争終盤ではエルジア軍の最終防衛線が置かれ、野戦司令部と多数の地上部隊が配備された。
ガンター / ガンザー（Gunther）
大陸南西部に位置する地域。ガンター半島やガンター湾、ガンター海岸からなる。『エースコンバット3』ではガンザー湾と表記していたが、次作『エースコンバット04』では「ガンター前線基地」が登場。以後、同地名はガンターと表記されている。ガンター半島にはセラタプラが存在しており、ガンター湾はアクセル・ベイと接続している。湾には「オペラハウス」と呼ばれる石油プラットフォームが存在しており、ユージア大陸紛争時にはクーデター軍の燃料供給基地として機能していたが、ユージア同盟空軍によって破壊されている。
大陸戦争以前はエルジアの領土だったが、敗戦に伴いエルジアはガンター一帯の領有権を喪失した。また、セラタプラ沖20kmの地点にユリシーズの破片が落着しクレーターが形成されたが、その地点は国際軌道エレベーターの建設地となっている。
コモナ諸島（Comona Islands）
フォートグレイス島の南西、シールズブリッジの南東に位置する諸島。島々は連絡橋で結ばれており、ロケット発射施設を備えるコモナベースといった宇宙開発の拠点やコモナ大学が存在する。
ユージア大陸紛争では後述の巨大試作爆撃機・XB-10の開発拠点となった他、ユリシーズ迎撃を名目として開発されていたレーザー攻撃衛星が複数機保管されており、クーデター軍によって接収され、ユージア同盟軍に対して実戦投入すべく打ち上げ準備が進められていたが、ユージア同盟空軍の傭兵部隊によって打ち上げ用シャトルに搭載されたものも含む全ての衛星が破壊された。大陸戦争時では戦争序盤から中盤にかけて数少ないISAFの支配領域の一つとなっており、中盤で来たるべき将来の大陸反攻に備えロケット発射施設で偵察衛星の打ち上げ準備が進められていたが、打ち上げを阻止すべくエルジア軍が大量の戦闘機部隊やB-2編隊を送り込み、航空優勢を保持して発射施設防衛を図るISAFとの間で大陸戦争中最大規模となる空戦が繰り広げられた。戦後は国際軌道エレベーターのケーブル輸送ロケットが打ち上げられている。2040年時点ではニューコムの管轄範囲となっており、ゼネラルリソースの軌道衛星上レーザーを破壊するべく武装シャトルの打ち上げが進められていた。
ザップランド（Zapland）
大陸東海岸の丘陵地帯。ペイトン半島の南西、スコフィールド高原の東に位置する。20世紀中頃まではペイトン運河に通ずる防衛線の要所であり、海上要塞が建造された。後にそれらの海上要塞は放棄され、2019年時点でも残骸が残っている。
現地にあった滑走路は現地の国からオーシアが買い取り航空基地として運用された。出島にはオーシア軍の第444航空基地が置かれており、懲罰部隊の基地となった。基地には簡素ながらも港湾施設を擁する。灯台戦争では陸地部分には偽の滑走路が描かれ、ダミーの航空機や風船のタンクローリーが大量に置かれ、エルジア軍に一大反攻拠点と誤認させ攻撃を誘発させた。基地周辺には何もなく、オーシア兵からは辺境と呼ばれている。
サンドバリー砂漠（Sandbury Desert）
サンサルバシオンの東に位置する砂漠地帯。サンドバリーGR防衛大学とその付属高校に加えて同社所有のジオデシックドームが存在し、ドームに直通する鉄道路線も敷設されている。ユージア大陸紛争では、不時着した同盟軍偵察機「カシオペア」の救助を試みる救出部隊とそれを阻むクーデター軍との間で戦闘が展開された。
シェズナ山（Mount Shezna）
アイスクリークの南東に位置する山。シェズナ山脈とも呼ばれる。ユリシーズの落着でクラシンスキークレーターが形成された。
大陸戦争ではセントアークからノースポイントへ撤退するISAF残存部隊に対し、エルジア軍が山に建設されたレーダー施設と連携して撤退を阻んでいたが、ISAFによってレーダー施設が破壊されたことで残存部隊は順調に撤退することに成功し、後の大陸反攻に向けた戦力を再編成することができた。
シウス（Siuss）
位置不明の地域。ポートインランドと呼ばれる場所があり、そこでシンクレア大統領はユリシーズ衝突に関連する記者会見をした。
シエラプラタ（Sierraplata）
ランバート山脈の東側、サンサルバシオンの西に位置する丘陵地帯。地下式サイロとSLBMの発射方式に類似したダム湖に建造された水中サイロの2種類のIRBM発射基地が存在しており、灯台戦争時にはエルジア軍がIRBMの発射を試みた。
シュナイダー
1996年4月にFCU軍の進駐予定先であった場所。ユリシーズの落着が公表されたことで、FCU軍は進駐を取りやめた。
シールズブリッジ（Seals Bridge）
大陸南東の半島に位置する地域。シールズブリッジ峡谷と呼ばれる峻厳な谷が存在しており、その奥には秘匿された潜水艦ドックが存在している。ユリシーズを発見したシールズブリッジ大学の存在やマナティの生息地として知られる。ユージア大陸紛争では、前述の潜水艦ドッグがクーデター軍の拠点の一つとなり、ドラゴネット級潜水艦の停泊地として利用されていたが、ユージア同盟空軍の傭兵部隊によって入渠直前に奇襲を受け、潜水艦は撃沈された。
スカリー諸島（Skully Islands）
シールズブリッジの西、アクセル・ベイの南に位置する諸島。常夏の島で、常に観光客で賑わっている。1995年の反政府勢力の蜂起に際してはFCU軍のロバート・タイラー陸軍中将の指揮のもと、傭兵部隊によって鎮圧された。ユージア大陸紛争では島の近海でキネアー級空母アークェットを旗艦とするクーデター軍の第2艦隊が、ユージア同盟軍の傭兵部隊によって撃沈された。
スコフィールド高原 / スコフィールズ高原（Scofields Plateau）
シールズブリッジの北、ロカロハの南に位置する高原。湖が多く、豊富な水は工場用水として利用されている。ユージア大陸紛争時には「ソード・スミス」のコードネームを持つ兵器生産施設が存在し、クーデター軍に接収されていたがユージア同盟軍の手によって奪還された。2040年時点ではニューコム所有のマイクロ波発電所が置かれている。
スナイダーズトップ（Snider's Top）
大陸北東部の内海に位置する島。険しい岸壁と氷河が特徴的である。大陸諸国間経済同盟によって河口部と洋上にそれぞれプラットフォームが建造され、船舶や航空機用の拠点となった。
1997年のユージア大陸紛争時には、クーデター軍の最終防衛ラインの一つとされ、イージス艦や巡洋艦、巨大爆撃機・XB-10に、元エルジア空軍のエース部隊・アルビレオ隊といった強力な戦力で守りを固めていた。灯台戦争時には上記の洋上プラットフォームはエルジア軍の占領下に置かれ、ニヨルド艦隊の補給基地として利用されていたが、オーシア軍の攻撃で艦隊と共にプラットフォームも破壊され水没した。2040年時点ではNUNの本部が置かれている。
タイラー島（Tyler Island）
セラタプラの南西に位置する島。ユージア大陸諸国の宇宙開発連合が運用していた航空宇宙基地が存在しており、化学燃料ロケットの発射台を有していた。国際軌道エレベーターを建設する際に支援拠点となった。島の南には航空基地があり、IUN国際停戦監視軍の駐留拠点となった。航空基地を拠点に拡張工事が進められ、マスドライバーとエプロン区画が整備された。マスドライバーは宇宙への物資運搬を目的としておらず、アーセナルバードへの補給や支援を目的としている。国際軌道エレベーターの建設が進むにつれてロケットの運用は打ち切られていき、スペースシャトルの残骸は宇宙科学技術の進歩を示すモニュメントとなっている。灯台戦争では戦略的重要性からオーシア軍とエルジア軍が激戦を展開し、衛星網の崩壊後はエルジア軍の間で内乱が発生し、その過程で現地住民の虐殺が発生した。
ダオナン諸島（Daonan Islands）
ガンター湾の南西部に位置する諸島。離島特有のエネルギー事情と、隕石落着に伴う海流の変化によって海底ケーブルの断線に悩まされてきており、ISEVのユージア復興計画第1号に指定された。マイクロ波を受信するレクテナが設置され、周波数変動に悩まされてきた従来の自然エネルギーからの脱却を図っている。
チョピンブルグ（Chopinburg）
大陸中南部の赤道直下に位置する熱帯雨林地帯。無数の樹木と流路形状を作る河川が特徴である。ユリシーズの落着痕が見られクレーター湖を形成している。東部には切り立ったテーブルマウンテンが並び、急峻な地形を生かしたイスタス要塞が存在する。2019年時点では流域の開発が進み、森林伐採により周辺国に木材を供給している。2040年時点では、ニューコムのナノテクノロジー研究所が置かれている一方、ゼネラルリソース所属防衛部隊の訓練区域にも指定されている。
トゥインクル諸島（Twinkle Islands）
ファーバンティの南に位置するエルジア領の諸島。諸島の一部には航空基地を備えている島があり、ユージア大陸紛争ではユージア同盟軍の反攻拠点となったが、クーデター軍の爆撃機編隊によって空爆を受ける。諸島の中で北東に位置する最も大きい島にはメガリスが建造され、大陸戦争直後にエルジア軍の若手将兵が占領した。
ニューフィールド島（Newfield Island）
ノースポイントの南、約60マイル（約96.5km）の地点に位置する島。島の北東から南西に向けて山脈が存在しており、南東と北東で市街地が分断されている。北東の市街地にはアレンフォート飛行場が存在している。ユリシーズの破片が南東の市街地に直撃し、壊滅的被害を被った。大陸戦争時には、ノースポイントへ向かう行きがけにニューフィールド島の市街地や飛行場に対して空爆を行おうとするエルジア爆撃部隊をISAF空軍機が迎撃した。
ノーム幽谷（Gnome Ravine）
ランバート山脈とワイアポロ山脈の間に位置する大陸中央部の地域。川や小高い山がいくつか存在し、小さな集落や川には帆船も存在する。大陸戦争時にはエルジア軍によって飛行船型の係留式ノイズジャマーが多数配置され、緊急的に戦略偵察機の脱出経路に選定されたためISAF空軍機によりジャマーの破壊作戦が行われた。
ハッティーズ（Hatties）
サンサルバシオンやノーム幽谷の南に位置する地域。ハッティーズ山脈やハッティーズ砂漠、ハッティーズ渓谷からなる。ハッティーズ山脈には鉄やウランなど豊富な資源が埋まっており、古くから採掘場として有名である。ユージア大陸紛争時には、上記の採掘場がクーデター軍の拠点の一つとされた。ハッティーズ砂漠は丘陵のある砂漠地帯で、ストーンヘンジの建設地となった。ハッティーズ渓谷は切り立った絶壁とその間を流れる河川からなり、2040年時点ではゼネラルリソースの極秘開発施設があった。
フェイスパーク（Faith Park）
アルトゥーラ砂漠の東、エキスポシティーの北西に位置する砂漠地帯。メサと呼ばれる台地上の山々や、全長300kmにもおよぶ大峡谷が存在している。ユリシーズによってマッケンジークレーターと呼ばれる大小のクレーターが形成されている。
ユージア大陸紛争時には廃棄された弾道ミサイル発射拠点であるクレイドル基地が存在し、クーデター軍による復旧後にユージア大陸の各主要都市に対し弾道ミサイル攻撃を実施しようとしたが、地下式のミサイルサイロが旧式だったため、ユージア同盟空軍の傭兵部隊によってミサイルサイロ稼働に必要な排気ダクトを破壊され発射不能となった。また、年間を通じて雨量が少ない他、赤道に近く日照時間が長いことを生かし、大陸戦争時には原子力発電所にも匹敵する発電量を誇る大規模な太陽光発電所とマッケンジークレーターを利用した集光型太陽熱発電所が建設されていたが、ISAF空軍の攻撃を受けて破壊された。2040年にはニューコムに対しゼネラルリソースが経済制裁措置を取ったことを契機としてこの地でフェイスパーク紛争と呼ばれる戦闘が勃発している。
フォートグレイス諸島 / フォートグレイス島（Fort Grays Island）
ペイトン半島の南東、コモナ諸島の北東に位置する島、あるいは島々。「諸島」とする表記 と「島」とする表記 が混在する表記ゆれがある。
島々の中で最も大きい北の島にはフォートグレイス空港が存在している。フォートグレイス空港は2040年時点ではゼネラルリソースの管轄領域となっている。
その南西の比較的小さい島にはフォートグレイス基地が存在しており、FCUの管轄領域となっている。島には航空基地と港湾施設が併設されており、FCUが持つ空母打撃群の母港となっている。大陸戦争以後はIUN国際停戦監視軍が駐留しており、統合作戦の重要拠点となっている。灯台戦争時にはIUN国際停戦監視軍に所属するオーシア軍が駐屯している。
同地を艦名の由来としたと思われるFCU軍空母フォートグレイスが存在しており、1996年時点ではワオスンを母港とする第6艦隊旗艦を務めている。
ペイトン半島（Peyton Peninsula）
大陸東部に位置する半島。半島の付け根には、コンベース港と大型艦船で編成された艦隊も航行可能なペイトン運河が存在している。ユージア大陸紛争では、ペイトン運河において小規模な制空戦の他、海上封鎖の強行突破を試みる同盟軍とクーデター軍との間で熾烈な戦闘が繰り広げられた。2040年にはゼネラルリソースの大陸間弾道ミサイルがコモナ諸島のニューコム宇宙基地を掠めた事件に対する報復措置としてニューコム側がゼネラルリソースへ攻撃し、それに対してゼネラルリソースがニューコム経済勢力圏であるペイトン地方に進撃したペイトン紛争が勃発している。
プラウド島（Proud Island）
シールズリッジの南にある島。
ペトラルコースト / ペトロル沿岸（Petrol Coast）
大陸東海岸に位置する沿岸地帯。フィヨルドと呼ばれる険しい崖や峡谷で構成されている地形を有する。ユージア大陸紛争時には、クーデター軍の最終防衛ラインの一つとして、フィヨルド特有の入り組んだ地形を利用したレーダー基地が置かれていた。2040年時点では、ニューコム所有の潜水艦基地が置かれている。
日本語表記が一定しておらず、『エースコンバット2』では「ペトラルコースト」としていたが、『エースコンバット3』では「ペトロル沿岸」に変更された。『2』のリメイク作にあたる『3D』では作戦空域にならないが、別のミッションに揚陸艦ペトラルコーストが登場する（ただしスペルが異なり、同艦の英語表記は「Petral Coost」である）。
ヘイルビーチ / クラウンビーチ / カランダビーチ（Haile Beach / Crowne Beach / Caranda Beach）
スコフィールド高原の南東、シールズブリッジの北東に位置する3つの砂浜。各砂浜から北の内陸部は入り組んだ山岳地帯となっている。2005年の第一次大陸戦争においては、この砂浜がストーンヘンジの射程圏外であった事からISAF各軍の大陸への上陸地点に選定され、各砂浜にてエルジア軍の守備隊と激戦が繰り広げられた。
ホワイトバレー（White Valley）
スナイダーズトップの西に位置する氷河地帯。周辺の湾はホワイトバレー湾と呼ばれている。1997年のユージア大陸紛争時にはクーデター軍の航空基地が置かれており、基地周囲に配置したレーダーサイトや、氷河の合間に設置した監視塔によって防空網を構成していた。また、国連が管理する軍事工廠や軍港島も存在していたが2006年に自由エルジアに接収され、ISAF空軍の空爆で破壊された。2040年時点ではゼネラルリソースの空軍基地が存在する。
同地を艦名の由来としたと見られる空母ホワイトバレーが存在しており、ユージア大陸紛争ではユージア同盟軍の第4艦隊旗艦を務めた。
メリトン（Meriton）
サンサルバシオンの北に位置する峻厳な高地。一帯はツンドラ地帯で大部分が氷に覆われている。断崖絶壁を持つ山とその間の峡谷が存在し、ユージア大陸紛争時にはクーデター軍がこの峡谷内に前線基地を敷設していたが、ユージア同盟空軍の傭兵部隊によって破壊された。2040年時点では未開拓な地域であることからゼネラルリソースとニューコムの間でこの地域を巡った紛争が頻発している。
ユージラス自治州
アンバー共和国と接する場所。1990年代にFCU軍とエルジア軍がにらみ合いを展開していた。
ランバート山脈（Lambert Mountains）
大陸北西部からノーム幽谷までを横断するように存在する山脈。ワイアポロ山脈と共に大陸を南北に隔てる背骨を形成している。アンバー山脈との間にはウィスキー回廊が存在する。
レイニー岬 / ケープレイニー（Cape Rainy）
ファーバンティの北東、ランバート山脈西端の北西に位置するエルジア領の地域。レイニー岬航空基地とケープレイニー空港を擁する。航空基地の南には険しい峡谷が存在しており、サーチライトを装備したヘリコプターや多数の監視所が配置され、厳重な哨戒体制が置かれていた。灯台戦争では、航空基地に対するオーシア軍による峡谷を利用した奇襲作戦が実行された。
ロカロハ（Roca Roja）
スコフィールド高原の北、インシー渓谷の南に位置する砂漠。フェイスパークと同様にメサと呼ばれる台地状の山が点在しており、これらの山を繋ぐ橋も存在する。ユリシーズの破片によるクレーター痕が存在する。FCUの駐留基地があり、灯台戦争時にはエルジア軍が接収し拠点としていたが、オーシア軍の空爆によって各拠点は破壊された。
ロッキー諸島（Rocky Island）
エキスポシティーの東、ペイトン半島の北東に位置する島。ターンテーブルと呼ばれる地熱発電所が存在しており、ユージア大陸紛争ではクーデター軍を支援していたため、ユージア同盟軍によってコアを破壊され機能を停止した。
日本語媒体では「諸島」とする名称が使われるが、英語媒体では「島」に相当する「Island」が用いられている。
ワイアポロ山脈（Waiapolo Mountains）
西はノーム幽谷、東はフェイスパーク南西にまで伸び、更に南にスコフィールド高原付近まで伸びる山脈。ランバート山脈と共に大陸を南北に隔てる背骨を形成している。同地にはワイアポロ湖という湖が存在し、同湖の膨大な水源を利用したダムと水力発電所が置かれている。同発電所はユージア大陸紛争時にクーデター軍に接収されていたが、ユージア同盟軍によって奪還された。2040年時点ではニューコムの勢力圏となっており、同社防衛部隊所有の航空基地とレーダー基地、資源採掘施設が置かれている。

### クレーター
小惑星ユリシーズ落着の被害を世界で最も受けたユージア大陸では、ユリシーズの破片によっていくつものクレーターが形成された。その数は直径1マイル（約1.6km）以上のものでも30個を超える。下記の主だったクレーター以外にもチョピンブルグやロカロハにも落着痕が見られる ほか、ロスカナスやスカリーといった人口密集地に破片が落着し甚大な被害がもたらされたことが語られている。
アンダーソンクレーター（Anderson Crater）
ニューフィールド島にできたクレーター。島の中心を抉るように隕石が落着し、島の南東側に存在していた市街地は壊滅的な被害を被ったが、それに対して北東側は島を南北に走る山脈によって衝撃が和らいだことで南東側ほどの被害は被らなかった。クレーター内縁の南岸には小規模な港湾施設が建造されているのが確認でき、南西側の市街地とは道路によって接続されている。クレーターを埋め立てて島の南東側を復興しようという動きもあったが、大陸戦争の影響や地質調査学会による埋め立て反対の抗議によって停滞を余儀なくされた。2006年9月下旬時点では、クレーターの埋め立てと被害を受けた周辺市街地の復興が進んでいる。
クラシンスキークレーター（Krasinsky Crater）
シェズナ山脈にできたクレーター。大きさは直径1.7kmに及ぶ。天文学者のロマノフ・クラシンスキー教授に因んで名付けられた。山に隕石が衝突したが、その力を打ち消す事が出来ず、そのまま山裾を削り長細い落着痕を残した。衝突時に発せられた熱量でクレーター周囲の万年雪は溶け、中心部からは水蒸気が立ち昇っている。
マッケンジークレーター（Mackenzie Crater）
フェイスパークにできたクレーター。フェイスパークは年間を通して降水量が少なく、他地域のクレーターに比べ降雨による侵食の影響が小さく、数万年後まで残るだろうと研究者たちは推測している。またフェイス・パークは赤道に近く日照時間が長いことから安定した太陽発電が行える事が注目されており、何機ものソーラーパネルが建設されていた。そのためクレーターを利用したタワー集光方式のパイロットプラントの建設が行われた。これら太陽光発電所群は原子力発電所並の発電能力を有していたが、大陸戦争でISAF空軍の攻撃を受けて破壊された。
ゴールドバーグクレーター（Goldberg Crater）
ウィスキー回廊にできたクレーター。大きさは直径約8.4kmに及ぶ。大型の隕石が落下したにもかかわらず、着弾地点が砂漠だったことで衝突時の威力が和らげられ、比較的小さい被害規模で済んだと科学者たちは分析している。クレーターの東西をイルザリ河が走っていたが、水の流れがせき止められたため河は干上がってしまった。クレーターにほど近い旧アンカーポイント市では河川舟運用と見られる船舶が放棄され、砂漠の上に沈んでいる。クレーターの中心部からは地下水脈の水が滲み出しているが、そう遠くないうちに涸れると予測されている。
レイカークレーター（Ryker Crater / Laker Crater）
ファーバンティにできたクレーター。着弾地点はもともと地盤が弱く、落着によって大きな地殻変動を起こしファーバンティの海岸線を水没させ、数万人の死者を発生させた。クレーターにほど近い市街地は水没し、市街地水没地区と呼ばれる区画が生まれた。エルジア政府は別の場所に遷都することなく、ファーバンティを首都とし続けている。海の中にできたクレーターであるため、ほかのクレーターに比べ侵食が激しく、いずれは跡形もなく消え去ると考えられている。
ストーンヘンジのクレーター
ストーンヘンジの外周部にできたクレーター。落着時の衝撃によってストーンヘンジの第4号砲を稼働停止に追い込んだ。
セントアークのクレーター
セントアーク近郊にできたクレーター。大きさは直径約3マイル（約4.8km）に及ぶ。市街地に落着した隕石の中で最大規模の被害をもたらした。港湾施設は無事だったものの、空軍基地が壊滅し周辺に及んだ粉塵被害で幹線道路も封鎖され、都市防衛機能の大部分が損なわれた。民間企業による復興整備事業により他地域に比べ迅速な復興が行われており、その動静は各国から注目を浴びた。
ニューマンクレーター（Newman Crater）
フォートグレイス島から北の島に形成された大陸最大規模のクレーター。島には人口密集地の市街地があったが、隕石の落着でその大半が沈み三日月型の海岸を形成している。またその隣の島にも落着痕が残り、こちらも三日月型の海岸を形成しているほか、周辺の深度が浅い海底部分にも落着痕が見られる。
セラタプラ沖のクレーター
セラタプラ沖約20kmの地点にできたクレーター。落着に伴い津波が発生し、セラタプラ沿岸部を襲い約3万人に及ぶ死者を発生させた。国際軌道エレベーターの建設地となり、アースポートが建造された。

## エースコンバット インフィニティ
現実世界とストレンジリアルの世界観を融合した本作においては、大陸名ではなく「ユージア連邦」という架空の国家として登場する。
2019年、ロシア南西部にある難民特区のイユーリ自治区においてテログループのリーダーであるキャスパー・コーエンが中心となって蜂起し、ユーラシア大陸の実在する国や地域（東アジア、中東、東ヨーロッパ）を統合する形でユージア連邦という国家を樹立した。領土は現実の世界地図に当てはめると、韓国、北朝鮮、台湾、中国、モンゴル、ベトナム、カンボジア、タイ、ミャンマー、バングラデシュ、ブータン、ネパール、インド、スリランカ、パキスタン、アフガニスタン、キルギス、ウズベキスタン、トルクメニスタン、カザフスタン、イラン、イラク、シリア、レバノン、トルコ、アゼルバイジャン、アルメニア、グルジア、モルドバ、ルーマニア、ブルガリア、ギリシャ、アルバニア、モンテネグロ、セルビア、エストニア、ラトビア、リトアニアなどの国や地域と重なり、非常に広範囲に及ぶ。これら以外にも加担している国家も複数あると見られている。
ストレンジリアル世界のユージア大陸がモデルとなっており、国の形もユージア大陸に酷似している。作中でユージア連邦の国旗とみられる旗が映るシーンがあるが、ストレンジリアルに登場するオーシア連邦の国旗の色違いとなっている。